# إبراهام بريسكوت
إبراهام بريسكوت (بالإنجليزية: Abraham Prescott)‏ هو صانع آلة موسيقية ‏ أمريكي، ولد في 5 يوليو 1789 في ديرفيلد في الولايات المتحدة، وتوفي في 1 مايو 1858 في كونكورد في الولايات المتحدة.